# Nemanice (výhybna)
Nemanice jsou výhybna, která se nachází v trianglu propojujícím tratě Plzeň – České Budějovice a Praha – České Budějovice severně od Českých Budějovic. Skládá se ze dvoukolejné části Nemanice I, která leží v km 4,485 pražské trati a čtyřkolejné části Nemanice II v km 218,150 plzeňské trati. Obě části výhybny jsou propojeny kolejí č. 103, která umožňuje bezúvraťovou jízdu od Prahy na Plzeň (mimo České Budějovice) a opačně. Dopravna není obsazena výpravčím, je dálkově řízena z CDP Praha. Do stanice je zaústěna vlečka Budvar.

## Historie
Obě části výhybny byly dány do provozu 26. května 1968. V letech 1993 až 1999 jezdil z Nemanic vlak RoLa do Villachu. Poté nebylo místní překladiště využíváno, ale uvažuje se o jeho obnovení.
Od 1. října 2024 je výhybna dálkově řízena dispečery z CDP Praha, dříve byla dálkově řízena výpravčím z Českých Budějovic.